# Morti nel 2015
| Questa pagina contiene informazioni ricavate automaticamente dalle voci biografiche con l'ausilio del template Bio e di un bot. L'aggiornamento è periodico e automatico e ricostruisce completamente la pagina. Se manca una persona in questa lista, sei pregato di non aggiungerla, ma accertati piuttosto che la sua voce biografica contenga il template Bio e che i dati anagrafici siano correttamente compilati. Se il template Bio manca, inseriscilo tu stesso o, in alternativa, metti l'avviso {{tmp\|Bio}} che ne segnala la mancanza. Se i dati riportati sono sbagliati, correggi direttamente la voce biografica; le modifiche saranno visibili in questa lista entro pochi giorni. Per chiarimenti vedi il progetto biografie. La lista contiene solo le 2.117 persone che sono citate nell'enciclopedia e per le quali è stato implementato correttamente il template Bio. Pagina aggiornata al 18 ago 2025. |

## Senza giorno specificato(25)
- Sergio Benvenuti, scultore, scenografo e medaglista italiano (n. 1932)
- Utta Danella, scrittrice tedesca (n. 1920)
- Hristo Dojčinov, cestista bulgaro (n. 1944)
- Miroslav Dostál, cestista cecoslovacco (n. 1923)
- Dorri El-Said, nuotatore e pallanuotista egiziano (n. 1927)
- Cirilo Escalona, cestista panamense (n. 1963)
- Gordon Fearnley, allenatore di calcio e calciatore inglese (n. 1950)
- Lione Fioravante, pittore italiano (n. 1924)
- Lalo García, cestista e dirigente sportivo spagnolo (n. 1971)
- Steve Gohouri, calciatore ivoriano (n. 1981)
- Raqia Hassan, attivista e giornalista siriana (n. 1985)
- Gaby Herbst, attrice austriaca (n. 1945)
- Mario Jalenti, chitarrista italiano (n. 1939)
- Pim de Jong, cestista olandese
- Frank H. Mahnke, progettista tedesco (n. 1947)
- Umberto Mandelli, imprenditore e inventore italiano (n. 1940)
- Frank Marshall, allenatore di calcio e calciatore inglese (n. 1929)
- Takashi Nomura, regista, direttore della fotografia e attore giapponese (n. 1927)
- Clara Perra, percussionista italiana (n. 1954)
- Jorge Rentería, cestista messicano
- Nuccio Rinaldis, tecnico del suono italiano (n. 1943)
- Aldo Romano, fisico e economista italiano (n. 1934)
- Papa Ibra Tall, artista senegalese (n. 1935)
- Ivano Toniolo, terrorista italiano (n. 1946)
- Nouf bint Abd al-Aziz Al Sa'ud, principessa saudita